# Ditrichum divaricatum
Ditrichum divaricatum là một loài rêu trong họ Ditrichaceae. Loài này được Mitt. mô tả khoa học đầu tiên năm 1891.